# Oakwood (contea di Montgomery, Ohio)
Oakwood è un comune degli Stati Uniti d'America, situato nello stato dell'Ohio, in particolare nella contea di Montgomery.